# Liste der Ehrenmitglieder der Royal Academy of Arts

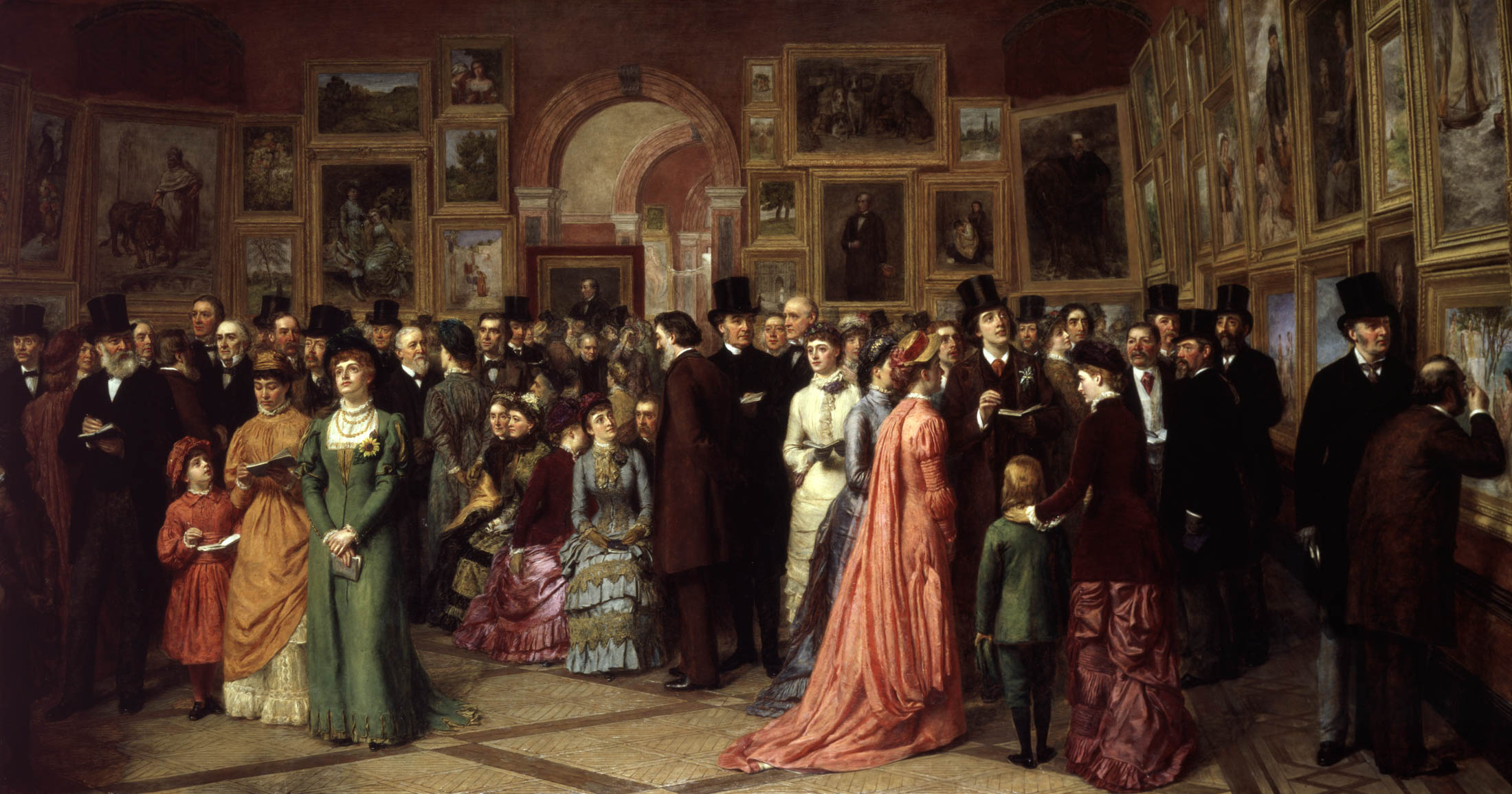
A private view einer Akademie-Ausstellung zur Zeit der ersten Hon.RA, gemalt von William Frith, einem Schüler der Royal Academy, 1883, Öl auf Leinwand, 60 × 113 cm

Die Liste der Ehrenmitglieder der Royal Academy of Arts enthält sämtliche Honorary Royal Academicians (Hon.RA), auch Hon.R.A., der Royal Academy of Arts in London.
Eine Mitgliederkategorie der Honorary Foreign Academicians wurde 1868 eingerichtet und der Titel erstmals 1869 verliehen, dann mit Unterbrechung wieder ab 1882 bis heute (Stand 2013) an insgesamt 78 Künstler, darunter sieben Deutsche.
Eine Liste der ordentlichen Mitglieder, den Royal Academicians (RA), siehe Liste der Mitglieder der Royal Academy of Arts.
| Name                           | Lebens- daten | Tätig als                           | Hon.RA seit | Herkunft     |
| ------------------------------ | ------------- | ----------------------------------- | ----------- | ------------ |
| Marina Abramović               | 1946–         | Performance-Künstlerin              | 2011        | YU           |
| Ai Weiwei                      | 1957–         | Konzeptkünstler, Bildhauer, Maler   | 2011        | CN           |
| Tadao Andō                     | 1941–         | Architekt                           | 2002        | JP           |
| Balthus                        | 1908–2001     | Maler                               |             | FR           |
| Albert Bartholomé              | 1848–1928     | Bildhauer, Maler                    | 1921        | FR           |
| Georg Baselitz                 | 1938–         | Maler                               | 1999        | DE           |
| Albert Besnard                 | 1849–1934     | Maler                               | 1921        | FR           |
| Pierre Bonnard                 | 1867–1947     | Maler                               | 1940        | FR           |
| Léon Bonnat                    | 1833–1922     | Maler                               | 1904        | FR           |
| Jules Breton                   | 1827–1906     | Maler                               | 1899        | FR           |
| Marc Chagall                   | 1887–1985     | Maler                               |             | RU           |
| Nikos Chatzikyriakos-Ghikas    | 1906–1994     | Bildhauer                           |             | GR           |
| Eduardo Chillida               | 1924–2002     | Bildhauer                           |             | ES           |
| Pascal Adolphe Dagnan-Bouveret | 1852–1929     | Maler                               | 1908        | FR           |
| Edouard Detaille               | 1848–1912     | Maler                               | 1910        | FR           |
| Richard Diebenkorn             | 1922–1993     | Maler                               |             | US           |
| Paul Dubois                    | 1829–1905     | Bildhauer, Maler                    | 1896        | FR           |
| Jean Dubuffet                  | 1901–1985     | Maler                               |             | FR           |
| Marlene Dumas                  | 1953–         | Malerin                             | 2013        | SA           |
| Ralph Erskine                  | 1914–2005     | Architekt, Stadtplaner              |             | GB           |
| Jean-Louis Forain              | 1852–1931     | Maler, Grafiker                     | 1930        | FR           |
| Helen Frankenthaler            | 1928–2011     | Malerin                             |             | FR           |
| Emmanuel Frémiet               | 1824–1910     | Bildhauer                           | 1904        | FR           |
| Louis Gallait                  | 1810–1887     | Maler                               | 1869        | BE           |
| Frank Gehry                    | 1929–         | Architekt                           | 1998        | US           |
| Jean-Léon Gérôme               | 1824–1904     | Maler, Bildhauer                    | 1869        | FR           |
| Cass Gilbert                   | 1859–1934     | Architekt                           | 1930        | US           |
| Walter Gropius                 | 1883–1969     | Architekt                           | 1967        | DE           |
| Eugène Guillaume               | 1822–1905     | Bildhauer                           | 1869        | FR           |
| Stanley William Hayter         | 1901–1988     | Maler, Radierer, Grafiker           |             | GB           |
| Louis Pierre Henriquel-Dupont  | 1797–1892     | Kupferstecher                       | 1869        | FR           |
| Rebecca Horn                   | 1944–2024     | Aktionskünstlerin, Bildhauerin      | 2009        | DE           |
| Arata Isozaki                  | 1931–2022     | Architekt                           | 1994        | JP           |
| Jozef Israëls                  | 1824–1911     | Maler, Radierer                     |             | NL           |
| Jasper Johns                   | 1930–         | Maler, Grafiker, Plastiker          | 1989        | US           |
| Ellsworth Kelly                | 1923–2015     | Maler, Bildhauer                    | 2001        | US           |
| Anselm Kiefer                  | 1945–         | Maler, Bildhauer                    | 1996        | DE           |
| Per Kirkeby                    | 1938–2018     | Maler, Bildhauer, Architekt         | 2011        | DK           |
| Ludwig Knaus                   | 1829–1910     | Maler                               | 1882        | DE           |
| Oskar Kokoschka                | 1886–1980     | Maler                               |             | AT           |
| Willem de Kooning              | 1904–1997     | Maler                               |             | US           |
| Jeff Koons                     | 1955–         | Maler, Plastiker                    | 2010        | US           |
| Jean Paul Laurens              | 1838–1921     | Maler, Radierer, Bildhauer          |             | FR           |
| Daniel Libeskind               | 1946–         | Architekt, Stadtplaner              | 2003        | US           |
| Roy Lichtenstein               | 1923–1997     | Maler                               |             | US           |
| Giacomo Manzù                  | 1908–1991     | Maler, Bildhauer, Medailleur        |             | IT           |
| Roberto Matta                  | 1911–2002     | Maler                               |             | CL           |
| Ernest Meissonier              | 1815–1891     | Maler                               | 1869        | FR           |
| Adolph Menzel                  | 1815–1905     | Maler                               | 1896        | DE           |
| Antonin Mercié                 | 1845–1916     | Bildhauer, Maler                    |             | FR           |
| Carl Milles                    | 1875–1955     | Bildhauer                           | 1940        | SV           |
| Joan Miró                      | 1893–1983     | Bildhauer, Maler, Grafiker          |             | ES, Katalane |
| Bruce Nauman                   | 1941–         | Konzeptkünstler, Maler, Plastiker   | 2001        | US           |
| Pier Luigi Nervi               | 1891–1979     | Architekt, Bauingenieur             | 1967        | IT           |
| Ragnar Östberg                 | 1866–1945     | Architekt                           | 1930        | SV           |
| Mimmo Paladino                 | 1948–         | Maler, Objektkünstler               | 1999        | IT           |
| Ieoh Ming Pei                  | 1917–2019     | Architekt                           | 1993        | US           |
| Renzo Piano                    | 1937–         | Architekt                           | 2007        | IT           |
| Robert Rauschenberg            | 1925–2008     | Maler, Grafiker, Objektkünstler     |             | US           |
| Edward Ruscha                  | 1937–         | Maler, Grafiker                     | 2004        | US           |
| Augustus Saint-Gaudens         | 1848–1907     | Bildhauer, Medailleur               |             | US           |
| Julian Schnabel                | 1951–         | Maler, Filmregisseur                | 2010        | US           |
| André Dunoyer de Segonzac      | 1884–1974     | Maler, Grafiker                     | 1947        | FR           |
| Richard Serra                  | 1938–2024     | Bildhauer                           | 1995        | US           |
| Josep Lluís Sert               | 1902–1983     | Architekt, Stadtplaner              |             | ES, Katalane |
| Cindy Sherman                  | 1954–         | Konzeptkünstlerin, Fotokünstlerin   | 2010        | US           |
| Lucien Simon                   | 1861–1945     | Maler                               | 1930        | FR           |
| Frank Stella                   | 1936–2024     | Maler, Bildhauer, Objektkünstler    | 1993        | US           |
| Rufino Tamayo                  | 1899–1991     | Maler                               |             | MX           |
| Antoni Tàpies                  | 1923–2012     | Maler, Grafiker, Bildhauer          |             | ES, Katalane |
| Ivar Tengbom                   | 1878–1968     | Architekt                           | 1947        | SV           |
| Rosemarie Trockel              | 1952–         | Bildhauerin                         | 2013        | DE           |
| James Turrell                  | 1943–         | Land-Art-, Installationskünstler    | 2002        | US           |
| Cy Twombly                     | 1928–2011     | Maler, Plastiker                    |             | US           |
| Jørn Utzon                     | 1918–2008     | Architekt                           |             | DK           |
| Maria Helena Vieira da Silva   | 1908–1992     | Malerin, Grafikerin, Glaskünstlerin | 1988        | PT, FR       |
| Eugène Viollet-le-Duc          | 1814–1879     | Architekt                           | 1869        | FR           |
| Andrew Wyeth                   | 1917–2009     | Maler                               | 1980        | US           |